# 187 code meurtre
Pour plus de détails, voir Fiche technique et Distribution.
187 : code meurtre ou 187 au Québec (One Eight Seven) est un film américain réalisé par Kevin Reynolds, sorti en 1997.

## Synopsis
À New York, Trevor Garfield (Samuel L. Jackson) est professeur de biologie au lycée Roosevelt Whitney, un établissement dit « difficile » dans le quartier de Bedford-Stuyvesant à Brooklyn. Un jour, il est agressé et gravement blessé par l'un de ses élèves.
Quinze mois plus tard, il accepte un poste d'enseignant suppléant dans la vallée de San Fernando près de Los Angeles. Il doit enseigner dans la John Quincy Adams High School, un autre établissement où règne la violence. Lassé de tout ça, Trevor décide alors de répondre à la violence par la violence.

## Fiche technique
Sauf indication contraire, les informations mentionnées dans cette section peuvent être confirmées par la base de données cinématographiques IMDb,  présente dans la section « Liens externes ».
- Titre français : 187 code meurtre
- Titre original : One Eight Seven ou 187
- Titre québécois : 187
- Réalisation : Kevin Reynolds
- Scénario : Scott Yagemann
- Musique : David Darling et Michael Stearns
- Photographie : Ericson Core
- Montage : Stephen Semel (en)
- Décors : Stephen Storer
- Production : Bruce Davey et Stephen McEveety

Producteurs délégués :David Harfield et Mel Gibson (non crédité)
- Sociétés de production : Icon Productions et R U Dun Productions
- Distribution : Warner Bros. (États-Unis, Canada), BAC Films (France), Belga Films (Belgique)
- Budget : 23 millions de dollars[1]
- Pays de production : États-Unis
- Langue originale : anglais
- Format : Couleurs - 1,85:1 - DTS / Dolby Digital - 35 mm
- Genre : Drame, thriller
- Durée : 119 minutes
- Dates de sortie :
  - États-Unis : 30 juillet 1997
  - Belgique : 24 septembre 1997[2]
  - France, Suisse romande : 29 avril 1998

## Distribution
- Samuel L. Jackson (VF : Thierry Desroses ; VQ : James Hyndman) : Trevor Garfield
- Clifton Collins Jr. (VF : Vincent Ropion ; VQ : Joël Legendre) : Cesar Sanchez
- Kelly Rowan (VQ : Marie-Andrée Corneille) : Ellen Henry
- John Heard (VF : Jean-Luc Kayser ; VQ : Alain Zouvi) : Dave Childress
- Tony Plana (VF : Jean-Philippe Puymartin ; VQ : Luis de Cespedes) : le principal Garcia
- Karina Arroyave (VQ : Christine Bellier) : Rita Martinez
- Lobo Sebastian : Benny Chacon
- Jack Kehler (VQ : André Montmorency) : Larry Hyland
- Jonah Rooney (VQ : François Godin) : Stevie Littleton
- Demetrius Navarro (VQ : Gilbert Lachance) : Paco
- Ebony Monique Solomon : Lakesia
- Yannis Bogris : Barsek
- Dominic Hoffman : Victor
- Martha Velez : Mme Chacon
- Method Man : Dennis Broadway

Sources et légendes: Version française (VF) sur AlloDoublage Version québécoise (VQ) sur Doublage Québec

## Production
Le scénario est écrit par Scott Yagemann, qui a enseigné plusieurs années dans le système public à Los Angeles,. Le rôle principal est d'abord proposé à Nicolas Cage et Gary Sinise.
Le tournage a lieu de juin à septembre 1996. Il se déroule dans le lycée Verdugo Hills à Sunland-Tujunga dans le comté de Los Angeles, dans la Marshall Fundamental Secondary School de Pasadena, à Brooklyn (Bedford-Stuyvesant, pont de Brooklyn).

## Bande originale
La bande originale du film est constituée de chansons de trip hop, rap et electronica
| 1.  | Slack Hands                       | Galliano                | 4:46 |
| 2.  | Spying Glass                      | Massive Attack          | 5:20 |
| 3.  | Release Yo' Delf (Prodigy remix)  | Method Man              | 4:54 |
| 4.  | Stem                              | DJ Shadow               | 3:25 |
| 5.  | Flipside                          | Everything But the Girl | 4:30 |
| 6.  | Karmacoma                         | Massive Attack          | 5:21 |
| 7.  | In November                       | Dave Darling            | 4:28 |
| 8.  | Neither Sing Sing nor Baden Baden | Bang Bang               | 5:57 |
| 9.  | Raincry                           | God Within              | 5:40 |
| 10. | Pregao                            | Madredeus               | 4:03 |
| 11. | The Wilderness                    | V Love                  | 5:16 |
| 12. | Mankind, Pt. 2                    | Jalal Mansur Nuriddin   | 5:02 |

## Accueil
Sur l'agrégateur américain Rotten Tomatoes, il récolte 30% d'opinions favorables pour 27 critiques et une note moyenne de 5,18⁄10.
Côté box-office, le film enregistre 5 727 130 $. En France, il attire 18 466 spectateurs en salles.

## Distinctions
Samuel L. Jackson obtient un prix spécial par la San Diego Film Critics Society en 1997. Le film est également présenté en compétition officielle au festival international du film de Tokyo 1997.

## Clin d'œil
Trevor porte un t-shirt avec le logo du Morehouse College, là où a étudié Samuel L. Jackson.